# Tigrioides pulverulenta
Tigrioides pulverulenta là một loài bướm đêm thuộc phân họ Arctiinae, họ Erebidae.